# 錢鯨
錢鯨（1505年—1555年），字叔鳴，號四窓，浙江寧波府慈谿縣人，民籍，明朝政治人物。

## 生平
嘉靖十九年（1540年）庚子科浙江鄉試第四名舉人。嘉靖二十六年（1547年）中式丁未科會試第五十一名，登第三甲第七名進士。吏部觀政，授中书舍人，二十九年九月选授福建道試監察御史，三十年三月實授，三十四年居乡時遭遇倭寇被杀。

## 家族
曾祖錢鍰；祖父錢瀚；父錢懋，母馮氏。慈侍下。弟鲲、鮪。子晓、曜、曙、曝。